# Wójcin (gromada w powiecie mogileńskim)
Wójcin – dawna gromada, czyli najmniejsza jednostka podziału terytorialnego Polskiej Rzeczypospolitej Ludowej w latach 1954–1972.
Gromady, z gromadzkimi radami narodowymi (GRN) jako organami władzy najniższego stopnia na wsi, funkcjonowały od reformy reorganizującej administrację wiejską przeprowadzonej jesienią 1954 do momentu ich zniesienia z dniem 1 stycznia 1973, tym samym wypierając organizację gminną w latach 1954–1972.
Gromadę Wójcin z siedzibą GRN w Wójcinie utworzono – jako jedną z 8759 gromad na obszarze Polski – w powiecie mogileńskim w woj. bydgoskim, na mocy uchwały nr 24/9 WRN w Bydgoszczy z dnia 5 października 1954. W skład jednostki weszły obszary dotychczasowych gromad Wójcin, Gaj, Kuśnierz, Nowawieś, Pomiany, Siedlimowo i Wola Kożuszkowa ze zniesionej gminy Strzelno-Południe w tymże powiecie. Dla gromady ustalono 24 członków gromadzkiej rady narodowej.
31 grudnia 1959 do gromady Wójcin włączono leśnictwa Przyjezierze i Wysoki Most ze zniesionej gromady Ostrowo w tymże powiecie.
1 stycznia 1972 gromadę Wójcin połączono z gromadą Jeziora Wielkie, tworząc z ich obszarów gromadę Jeziora Wielkie z siedzibą Gromadzkiej Rady Narodowej w Jeziorach Wielkich w tymże powiecie (de facto gromadę Wójcin zniesiono, włączając jej obszar do gromady Jeziora Wielkie).